# Tour Pies Descalzos
«Tour Pies Descalzos» (укр. «Тур босоніж») — перший концертний тур колумбійської співачки Шакіри, який пройшов у 1996—1997 роках.

## Список композицій
1. Intro/Vuelve
2. Quiero
3. Un Poco De Amor
4. Te Espero Sentada
5. Pies Descalzos, Sueños Blancos
6. Pienso En Ti
7. Antología
8. Se Quiere, Se Mata
9. Estoy Aquí
10. Te Necesito
11. ¿Dónde Estás Corazón? (тільки по вибраних днях)
12. Magia (тільки в Колумбії)
13. Tú Serás la Historia de Mi Vida (тільки в Колумбії)

## Дати

### Березень 1996
- Fecha desconocida — Боготі, Колумбія

### Липень 1996
- 12 — Еквадор
- 24 — Венесуела
- 26 — Венесуела
- 28 — Гватемала
- 29 — Сан-Сальвадор, Сальвадор

### Серпень 1996
- 16 — Баранкілья, Колумбія
- 22 — Домініканська республіка
- 24 — Пуерто-Рико
- 14 — Гондурас

### Листопад 1996
- 20 — Мехіко, Мексика
- 24 — Мексика

### Лютий 1997
- 28 — Богота, Колумбія

### Березень 1997
- 3 — Бразилія
- 4 — Бразилія
- 9 — Бразилія
- 10 — Бразилія
- 15 — Бразилія
- 19 — Бразилія

### Квітень 1997
- 13 — Маямі, Флорида

### Серпень 1997
- 02 — Манагуа, Нікарагуа
- 05 — Сан-Педро-Сула, Гондурас

### Вересень 1997
- 19 — Ріо-де-Жанейро, Бразилія
- 24 — Ріо-де-Жанейро, Бразилія
- 25 — Ріо-де-Жанейро,

### Жовтень 1997
- 10 — Богота, Колумбія